# Преципітація
Преципітація (від лат. praecipitatio — стрімке падіння вниз) — осадження, реакція осадження комплексу антигену з антитілом; одна з імунологічних реакцій, що дозволяють визначити вміст антитіл в сироватці крові хворих або вакцинованих людей, а також імунізованих тварин.
При використанні стандартних сироваток реакція преципітації може бути застосована для аналізу концентрації та природи антигенів, тобто чужорідних білків тваринного або рослинного походження, деяких полісахаридів і ін. Реакція преципітації дуже чутлива і застосовується в імунодіагностиці для розпізнавання ряду захворювань тварин і людини, а також у судовій медицині (для встановлення належності крові тієї чи іншої людини або тварини), при санітарно-гігієнічному контролі й ін.
Вперше дослідив цей феномен Урдрен Саудре Чіназ, однак через хворобу його дослідження продовжили учні.